# Patanga
Patanga is een geslacht van rechtvleugeligen uit de familie veldsprinkhanen (Acrididae). De wetenschappelijke naam van dit geslacht is voor het eerst geldig gepubliceerd in 1923 door Uvarov.

## Soorten
Het geslacht Patanga omvat de volgende soorten:
- Patanga apicerca Huang, 1982
- Patanga avis Rehn & Rehn, 1941
- Patanga humilis Bi, 1985
- Patanga japonica Bolívar, 1898
- Patanga luteicornis Serville, 1838
- Patanga succincta Johannson, 1763